# Gmina związkowa Thaleischweiler-Fröschen
Gmina związkowa Thaleischweiler-Fröschen (niem. Verbandsgemeinde Thaleischweiler-Fröschen) – dawna gmina związkowa w Niemczech, w kraju związkowym Nadrenia-Palatynat, w powiecie Südwestpfalz. Siedziba gminy związkowej znajdowała się w miejscowości Thaleischweiler-Fröschen. 1 lipca 2014 gmina związkowa została połączona z gminą związkową Wallhalben tworząc nową gminę związkową Thaleischweiler-Fröschen-Wallhalben.

## Podział administracyjny
Gmina związkowa zrzeszała osiem gmin wiejskich:
1. Höheischweiler
2. Höhfröschen
3. Maßweiler
4. Nünschweiler
5. Petersberg
6. Reifenberg
7. Rieschweiler-Mühlbach
8. Thaleischweiler-Fröschen